# Victor Emilio Masalles Pere
Victor Emilio Masalles Pere (ur. 29 czerwca 1961 w Barcelonie) – dominikański duchowny katolicki, biskup Baní w latach 2017-2023.

## Życiorys

### Prezbiterat
Święcenia kapłańskie otrzymał 7 lipca 1991 i został inkardynowany do archidiecezji Santo Domingo. Był m.in. kanclerzem kurii, wikariuszem biskupim ds. duchowieństwa, rektorem seminarium oraz proboszczem parafii św. Józefa Kalasancjusza w Santo Domingo.

### Episkopat
8 maja 2010 papież Benedykt XVI mianował go biskupem pomocniczym archidiecezji Santo Domingo ze stolicą tytularną Girba. Sakry biskupiej udzielił mu 29 czerwca 2010 metropolita Santiago - arcybiskup Nicolás de Jesús López Rodriguez.
14 grudnia 2016 został mianowany przez Franciszka ordynariuszem diecezji Baní, zaś 11 lutego 2017 kanonicznie objął urząd.
12 września 2023 papież Franciszek przyjął jego dymisję z funkcji biskupa diecezjalnego.